# Аль-Харісі
Аль-Харісі (англ. al-Harisi, араб. الحريسة) — поселення в Сирії, що складає невеличку друзьку общину в нохії Малах, яка входить до складу однойменної мінтаки Сальхад в південній сирійській мухафазі Ас-Сувейда.